# Santa Cecilia de Fovea
Santa Cecilia de Fovea, även benämnd Santa Cecilia della Fossa, var en kyrkobyggnad i Rom, helgad åt den heliga jungfrumartyren Cecilia. Kyrkan var belägen i närheten av kyrkan Sant'Angelo in Pescheria i dagens Rione Sant'Angelo.

## Historia
Kyrkan uppfördes förmodligen under 1100-talet. Tillnamnet ”della Fossa” syftar på den medeltida stadsdelen Fossa, som i sin tur var uppkallad efter avloppskanalen Cloaca Maxima. Det italienska ordet fossa betyder ”grop” eller ”dike” och det latinska fovea betyder ”grop”. Kyrkan revs antagligen under 1400-talet.
Enligt en teori är kyrkan Santa Cecilia de Fovea identisk med kyrkan Santa Cecilia Nicolai Marescalchi.

## Omnämningar i kyrkoförteckningar
| Katalog                   | År         | Benämning                        |
| ------------------------- | ---------- | -------------------------------- |
| Il Catalogo Parigino      | cirka 1230 | s. Cecilia de Fossa              |
| Il Catalogo di Torino     | cirka 1320 | Ecclesia sancte Cecilie de Fovea |
| Il Catalogo del Signorili | cirka 1425 | sce. Cecilie de fovea            |